# ورنگاچکا بانگا
ورنگاچکا بانگا (به صربی: Vrnjačka Banja) یک شهرستان در صربستان است که در شومادئیا و صربستان غربی واقع شده‌است. ورنگاچکا بانگا ۲۱۷ متر بالاتر از سطح دریا واقع شده‌است.

## خواهرخوانده
شهرهای ویبو والنتسیا و برانه خواهرخوانده‌های ورنگاچکا بانگا هستند.